# 군마현 제4구
군마현 제4구(일본어: 群馬県第4区)는 일본의 중의원 선거구이다. 1994년 일본 공직선거법이 개정되면서 신설되었다.

## 지역
- 다카사키시 (다카자키·신마치·요시이 지역)
- 후지오카시
- 다노군

## 역대 국회의원
- 후쿠다 야스오 (소속 정당: 자유민주당, 임기: 1996년 ~ 2009년)
- 후쿠다 다쓰오 (소속 정당: 자유민주당, 임기: 2009년 ~ 현재)